# دسفا
دسفا (انگلیسی: DESFA) شرکت توزیع گاز یونانی است، که در سال ۲۰۰۷ تأسیس شد.